# Riksväg 34
De Zweedse rijksweg 34 is gelegen in de provincie Östergötlands län en Kalmar län en is circa 233 kilometer lang. De weg ligt in het zuidelijke deel van Zweden.

## Plaatsen langs de weg
- Motala
- Borensberg
- Ljungsbro
- Linköping
- Bestorp
- Brokind
- Rimforsa
- Kisa
- Gullringen
- Södra Vi
- Vimmerby
- Storebro
- Hultsfred
- Målilla
- Rosenfors
- Mörlunda
- Bockara
- Berga
- Högsby
- Ruda
- Blomstermåla
- Ålem

## Knooppunten
- Riksväg 32 en Riksväg 50 in de buurt bij Motala
- Länsväg 211 bij Borensberg
- E4 bij Linköping
- Riksväg 23: start gezamenlijk tracé, bij Linköping
- Länsväg 134 bij Kisa
- Länsväg 135
- Riksväg 40 bij Vimmerby
- Länsväg 129 bij Hultsfred
- Riksväg 23: einde gezamenlijk tracé, bij Målilla
- Riksväg 47: start gezamenlijk tracé, bij Målilla
- Riksväg 47: einde gezamenlijk tracé, bij Bockara
- Riksväg 37: start gezamenlijk tracé, bij Bockara
- Riksväg 37: einde gezamenlijk tracé, bij Högsby
- E22 bij Ålem

Europese wegen:
E4 · E6 · E10 · E12 · E14 · E16 · E18 · E20 · E22 · E45 · E65
Riksvägar:
9 · 11 · 13 · 15 · 17 · 19 · 21 · 23 · 24 · 25 · 26 · 27 · 28 · 29 · 30 · 31 · 32 · 34 · 35 · 37 · 40 · 41 · 42 · 44 · 46 · 47 · 49 · 50 · 51 · 52 · 53 · 55 · 56 · 57 · 61 · 62 · 63 · 66 · 68 · 69 · 70 · 72 · 73 · 75 · 76 · 77 · 83 · 84 · 86 · 87 · 90 · 92 · 94 · 95 · 97 · 98 · 99